# 坪岭头遗址
坪岭头遗址，位于中国广东省河源市龙川县紫市镇，为龙川县的一个县级文物保护单位，类型为古遗址，公布时间为1986年9月。
坪岭头遗址的历史年代为新石器时代晚期。